# Marina Sena
Marina Sena (née le 26 septembre 1996 à Taiobeiras, dans le Minas Gerais) est une chanteuse brésilienne. L'artiste commence sa carrière en tant que chanteuse principale du groupe musical A Outra Banda da Lua, avec lequel elle donne des concerts dans différentes villes du Minas Gerais. Elle se fait connaître en tant que chanteuse principale du Rosa Neon Band, lorsque la chanson Ombrim devient virale avec les autres membres. Elle lance sa carrière solo en 2021.

## Biographie

### Jeunesse et débuts
Marina de Oliveira Sena naît le 26 septembre 1996 à Taiobeiras, une municipalité du nord du Minas Gerais. Marina Sena commence à composer de la musique à l'âge de 15 ans, et à 17 ans elle participe à une sélection pour l'émission The Voice Brasil, mais n'est pas retenue comme candidate. Elle commence sa carrière musicale professionnelle à l'âge de 18 ans, recevant dès le début le soutien de sa famille, puisqu'elle chante depuis son enfance.
Pendant son adolescence, elle est considérée comme « la fille folle de la ville » (sic), mais lorsqu'elle déménage à Montes Claros et commence à participer au groupe A Outra Banda da Lua, un projet musical qui débute en 2015, elle réalise qu'elle était en fait une artiste. Elle participe au groupe comme chanteuse principale pendant 6 ans et fait ses adieux avec l'EP Catapoeira.
En 2018, elle forme avec les musiciens Baka et Marcelo Tofani le groupe de musique pop Rosa Neon, composé de Marina Sena, Marcelo Tofani, Mariana Cavanellas, Luiz Gabriel Lopes et Baka, mais qui se sépare début 2021 après la publication du clip d'adieu A Gente é Demais.

### Carrière solo
En 2021, elle lance sa carrière solo avec le single Me Toca, qui précède la sortie de son premier album studio, De Primeira,. Le premier album donne également naissance au single Por Supuesto, qui devient viral et se répercute sur les réseaux sociaux et les plateformes numériques, établissant Marina Sena comme un nom pertinent sur la scène musicale brésilienne,.
Après le bon accueil reçu par son premier album, Marina Sena est nommée pour des prix tels que le Multishow Brazilian Music Award et le Grammy Latino, participe à des festivals tels que Rock in Rio, Lollapalooza, The Town, Primavera Sound de São Paulo, Virada Cultural, João Rock, Roskilde Festival, qui est l'un des plus grands festivals du Danemark, entre autres, et parcourt le Brésil et l'Europe avec le De Primeira Tour, se produisant sur différentes scènes,.
En 2023, elle signe un contrat avec Sony Music Brasil et annonce la sortie de son deuxième album studio, Vício Inerente, qui comprend quatre singles, Tudo Pra Amar Você, Olho no Gato, Que Tal com Fleezus, et Dano Sarrada. L'album sort le 31 mai 2023. Le 19 janvier 2024, elle participe à la chanson Labirinto, du producteur Ariel Donato, aux côtés du chanteur MC Cabelinho. Le 4 septembre 2024, elle figure sur le deuxième album studio de Pedro Sampaio, Astro, avec le titre Escada Do Prédio. Le 4 décembre 2024, Marina sort Numa Ilha, le premier single de son troisième album studio, alors qu'elle joue aux côtés de l'acteur Johnny Massaro dans son clip.

## Discographie

### Albums studio
- 2021 : De Primeira (Alá Comunicação e Cultura e A Quadrilha) (PMB :  Or)[14]
- 2023 : Vício Inerente (Sony Music Brasil) (PMB :  Or)[15]
- 2025 : MS3*

### EP
- 2022 : Especial de Primeira (25 août 2022) (Alá Comunicação e Cultura e A Quadrilha)
- 2023 : Marina Sena - City Sessions (Amazon Music Live)

## Distinctions
| Année | Prix                                  | Catégorie                                    | Nommé                           | Résultat   | Réf.   |
| ----- | ------------------------------------- | -------------------------------------------- | ------------------------------- | ---------- | ------ |
| 2021  | Prêmio Multishow de Música Brasileira | Experimente                                  | Marina Sena                     | Nomination | [ 16 ] |
| 2021  | Prêmio Multishow de Música Brasileira | Révélation de l'année                        | Marina Sena                     | Lauréat    | [ 16 ] |
| 2021  | Prêmio Multishow de Música Brasileira | Capa de l'année                              | De Primeira                     | Lauréat    | [ 16 ] |
| 2021  | Prêmio Multishow de Música Brasileira | Chanson de l'année                           | Me Toca                         | Nomination | [ 16 ] |
| 2021  | Prêmio Multishow de Música Brasileira | Année de l'album                             | De Primeira                     | Nomination | [ 16 ] |
| 2021  | TikTok Awards Brasil                  | Eu Não Nasci, Eu Estreei                     | Marina Sena                     | Nomination | [ 17 ] |
| 2021  | WME Awards                            | Révélation                                   | Marina Sena                     | Lauréat    | [ 18 ] |
| 2021  | WME Awards                            | Musique laternative                          | Me Toca                         | Nomination | [ 18 ] |
| 2021  | Prêmio APCA                           | Artiste révélation                           | De Primeira                     | Lauréat    | [ 19 ] |
| 2022  | MTV Millennial Awards                 | feat. Nacional                               | Veja Baby (Lagum e Marina Sena) | Nomination | ,      |
| 2022  | Music Vídeo Festival Awards           | Meilleur clip national                       | Foi Match                       | Nomination |        |
| 2022  | Grammy Latino                         | Meilleur album de pop brésilien contemporain | De Primeira                     | Nomination | [ 22 ] |
| 2022  | Grammy Latino                         | Meilleure chanson brésilienne                | Por Supuesto                    | Nomination | [ 23 ] |
| 2022  | Acervo Music Awards                   | Virou Trend                                  | Por Supuesto                    | Lauréat    | [ 24 ] |
| 2022  | WME Awards                            | Album                                        | De Primeira                     | Nomination | [ 25 ] |
| 2022  | WME Awards                            | Chanteuse                                    | Marina Sena                     | Nomination | [ 25 ] |